# CB Islas Canarias
Club Baloncesto Islas Canarias, auch bekannt unter dem Sponsorennamen Gran Canaria 2014, ist ein spanischer Frauen-Basketballverein aus Las Palmas de Gran Canaria. Die erste Mannschaft spielt in der Liga Femenina de Baloncesto. Die Heimspiele werden im 1000 Zuschauer fassenden Pabellón La Paterna bestritten.

## Geschichte
Der Verein CB Islas Canarias wurde im Jahr 1980 vom Basketballcoach Domingo „Mingo“ Díaz Martín und seiner Gattin, der ehemaligen Spielerin und heutigen Trainerin Begoña Santana, gegründet. In der Saison 1982/83 gelang der Aufstieg in die erste Division, aus der man seither nicht mehr abgestiegen ist. Damit ist CB Islas Canarias der Verein mit den meisten Jahren in der ersten Spielklasse des spanischen Damenbasketballs.
Der Klub, der insbesondere für seine hervorragende Jugendarbeit bekannt ist, feierte seine größten Erfolge von den späten 1990er bis in die frühen 2000er Jahre. In der Saison 1994/95 erreichte die Mannschaft zum ersten Mal das Finale um den Spanischen Pokal und unterlag dort Dorna Godella mit 46:65. In der Saison 1997/98 gelang erneut der Einzug ins Endspiel des nationalen Cups, diesmal scheiterte man mit 63:86 an Pool Getafe. In der Spielzeit 1998/99 eroberte Sandra Gran Canaria, wie der Klub zu jener Zeit hieß, sowohl den Spanischen Pokal als auch den Ronchetti Cup, dem damals zweitwichtigsten kontinentalen Bewerb, durch ein 136:133 nach Hin- und Rückspiel gegen Lachen Ramat Hasharon. Nur ein Jahr später verteidigten die Kanarinnen den nationalen Pokal erfolgreich und standen erneut im Endspiel des Ronchetti Cups, wo sie diesmal aber Basket Parma mit 116:127 unterlagen. Zudem gelang in der spanischen Meisterschaft nach einem überraschenden 2:0 Halbfinalsieg gegen Ros Casares Valencia erstmals der Einzug ins Final-Playoff, wo CB Islas Canarias jedoch mit 1:2 an Real Club Celta Baloncesto scheiterte. Das bislang letzte Titelendspiel erreichte der Klub in der Saison 2002/03 im Zuge des EuroCup Women, verlor dieses aber mit 71:80 gegen Pays d’Aix Basket 13.

## Namen
Im Laufe der Geschichte trug der Klub aufgrund wechselnder Sponsoren unterschiedliche Namen.
- CEPSA Sandra Gran Canaria (1985–1991)
- Sandra Gran Canaria (1991–2001)
- Caja Rural de Canarias (2001–2003)
- Cajacanarias (2003–2006)
- Gran Canaria La Caja de Canarias (2006–2009)
- Gran Canaria 2014 (2009–)

## Erfolge
- Ronchetti Cup: 1998/99
  - Finalist Ronchetti Cup: 1999/2000
  - Finalist EuroCup Women: 2002/03
- Spanischer Pokal (2): 1999, 2000